# Ignasi Iconòmac
Ignasi Iconòmac (en llatí Ignatius Iconomachus, en grec Ἰγνάτιος) (segles VIII-IX) fou un escriptor iconoclasta romà d'Orient que va escriure contra el culte de les imatges sagrades. Fou contemporani de Teodor Estudita.
L'estructura de les seves peces és singular, ja que escriu en acròstics: cadascuna té poques línies i la lletra inicial, la del mig i la del final, agafades consecutivament, formen una sentència. (Teodor Estudita, Opera).